# Blacktop Mojo
Blacktop Mojo ist eine Rockband aus Palestine (Texas). Die Band besteht aus Sänger Matt James, Schlagzeuger Nathan Gillis, den Gitarristen Ryan Kiefer und  Malcolm Booher sowie Bassist Matt Curtis.

## Bandgeschichte
Die Band wurde 2012 von Matt James und Nathan Gillis gegründet. Das erste Studioalbum I Am erschien 2014. Seitdem sind insgesamt vier Studioalben erschienen. Die Band tourte unter anderem mit Bon Jovi, Puddle of Mudd, Sammy Hagar und Drowning Pool. Chuck Wepfer ersetzte 2018 Kenneth Irwin an der Gitarre. Auf dem Album Under the Sun (2019) ist er erstmals zu hören. 2021 erschien das selbstbetitelte Album. 2024 wurde das Album Pollen herausgebracht.

## Stil
Die Band wurde als eine Mischung aus Soundgarden und Lynyrd Skynyrd beschrieben. Aber auch Einflüsse von Bands wie Shinedown, Papa Roach, Led Zeppelin, Bob Seger beziehungsweise Silver Bullet Band sowie aus dem Countrybereich wurden ausgemacht.

## Diskografie

### Studioalben
- 2014: I Am
- 2017: Burn the Ships
- 2019: Under the Sun
- 2021: Blacktop Mojo[4]
- 2024: Pollen

### EPs
- 2020: Static[5]

### Singles
| Song                 | Jahr | Höchste Position | Album            |
| Song                 | Jahr | US Main.         | Album            |
| -------------------- | ---- | ---------------- | ---------------- |
| I Am                 | 2014 | —                | I Am             |
| Where the Wind Blows | 2017 | 27               | Burn the Ships   |
| Dream On             | 2018 | 31               | Burn the Ships   |
| Can’t Sleep          | 2019 | 27               | Under the Sun    |
| Tail Lights          | 2021 | —                | Blacktop Mojo    |
| Wicked Woman         | 2021 | —                | Blacktop Mojo    |
| Strike Me            | 2022 | —                | Non-Album-Single |
| Red Enough           | 2024 | —                | Pollen           |
| Like Wild Horses     | 2024 | —                | Pollen           |
| As The Light Fades   | 2024 | —                | Pollen           |
| I Can’t Tell         | 2024 | —                | Pollen           |